# Platinum Collection (album de Genesis)
Pour les articles homonymes, voir The Platinum Collection.
Albums de Genesis
Genesis Archive 2: 1976–1992
(2000) Genesis 1976–1982
(2007)
Platinum Collection est une compilation du groupe de rock progressif Genesis sortie le 29 novembre 2004.

## liste des titres

### Disque 1
Toutes les chansons sont signées Banks/Collins/Rutherford, exception notée à côté des chansons.
1. No Son of Mine – 6:36
2. I Can't Dance – 4:01
3. Jesus He Knows Me – 4:18
4. Hold on My Heart – 4:38
5. Invisible Touch – 3:28
6. Throwing It All Away – 3:50
7. Tonight, Tonight, Tonight (radio edit) – 4:30
8. Land Of Confusion – 4:46
9. In Too Deep – 4:57
10. Mama – 6:49
11. That's All – 4:25
12. Home by the Sea – 5:08
13. Second Home By The Sea – 6:06
14. Illegal Alien – 5:17
15. Paperlate – 3:24
16. Calling All Stations (Banks/Rutherford) – 5:45

### Disque 2
Toutes les chansons sont signées Banks/Collins/Rutherford, exception notée à côté des chansons.
1. Abacab – 6:55
2. Keep It Dark – 4:35
3. Turn It On Again – 3:51
4. Behind the Lines – 5:43
5. Duchess – 6:07
6. Misunderstanding (Collins) – 3:14
7. Many Too Many (Banks) – 3:35
8. Follow You Follow Me – 4:09
9. Undertow (Banks) – 4:47
10. ...In That Quiet Earth (Banks/Collins/Hackett/Rutherford) – 4:56
11. Afterglow (Banks) – 4:09
12. Your Own Special Way (Rutherford) – 6:19
13. A Trick Of The Tail (Banks) – 4:36
14. Ripples (Banks/Rutherford) – 8:08
15. Los Endos (Banks/Collins/Hackett/Rutherford) – 5:47

### Disque 3
Toutes les chansons sont signées Banks/Collins/Gabriel/Hackett/Rutherford, exception notée à côté des chansons.
1. The Lamb Lies Down on Broadway – 4:50
2. Counting Out Time – 3:36
3. The Carpet Crawlers – 5:01
4. Firth of Fifth – 9:29
5. The Cinema Show – 10:49
6. I Know What I Like (In Your Wardrobe) – 3:54
7. Supper's Ready – 22:52
8. The Musical Box – 10:24
9. The Knife (Banks/Gabriel/Phillips/Rutherford) – 8:53